# Tye (Texas)
Tye é uma cidade localizada no estado norte-americano de Texas, no Condado de Taylor.

## Demografia
Segundo o censo norte-americano de 2000, a sua população era de 1158 habitantes.
Em 2006, foi estimada uma população de 1118, um decréscimo de 40 (-3.5%).

## Geografia
De acordo com o United States Census Bureau tem uma área de
12,1 km², dos quais 12,1 km² cobertos por terra e 0,0 km² cobertos por água.

## Localidades na vizinhança
O diagrama seguinte representa as localidades num raio de 20 km ao redor de Tye.